# Роберт II (Намюр)
Роберт II (на френски: Robert II de Namur, † между 1018 и 1031) е от 1010 г. граф на Намюр.

## Биография
Той е големият син на граф Алберт I († пр. 1011) и Ерменгарда или Аделхайд († сл. 1012) от род Каролинги, дъщеря на херцог Карл I от Долна Лотарингия.
Чрез майка си той е племенник на граф Ламберт I от Льовен, на когото помага в борбата му против Балдерих II, епископ на Лиеж, и го побеждават на 12 октомври 1012 г. в Хоегаарден. Роберт II участва през 1015 г. в битката при Флорен, в която Ламберт е убит.
През 1018 г. Роберт е споменат в един императорски документ. Той умира нежен и без деца. Последван е от брат му Алберт II.